# 20533 Irmabonham
A 20533 Irmabonham (ideiglenes jelöléssel 1999 RO72) a Naprendszer kisbolygóövében található aszteroida. A LINEAR projekt keretében fedezték fel 1999. szeptember 7-én.